# Belépés a légkörbe

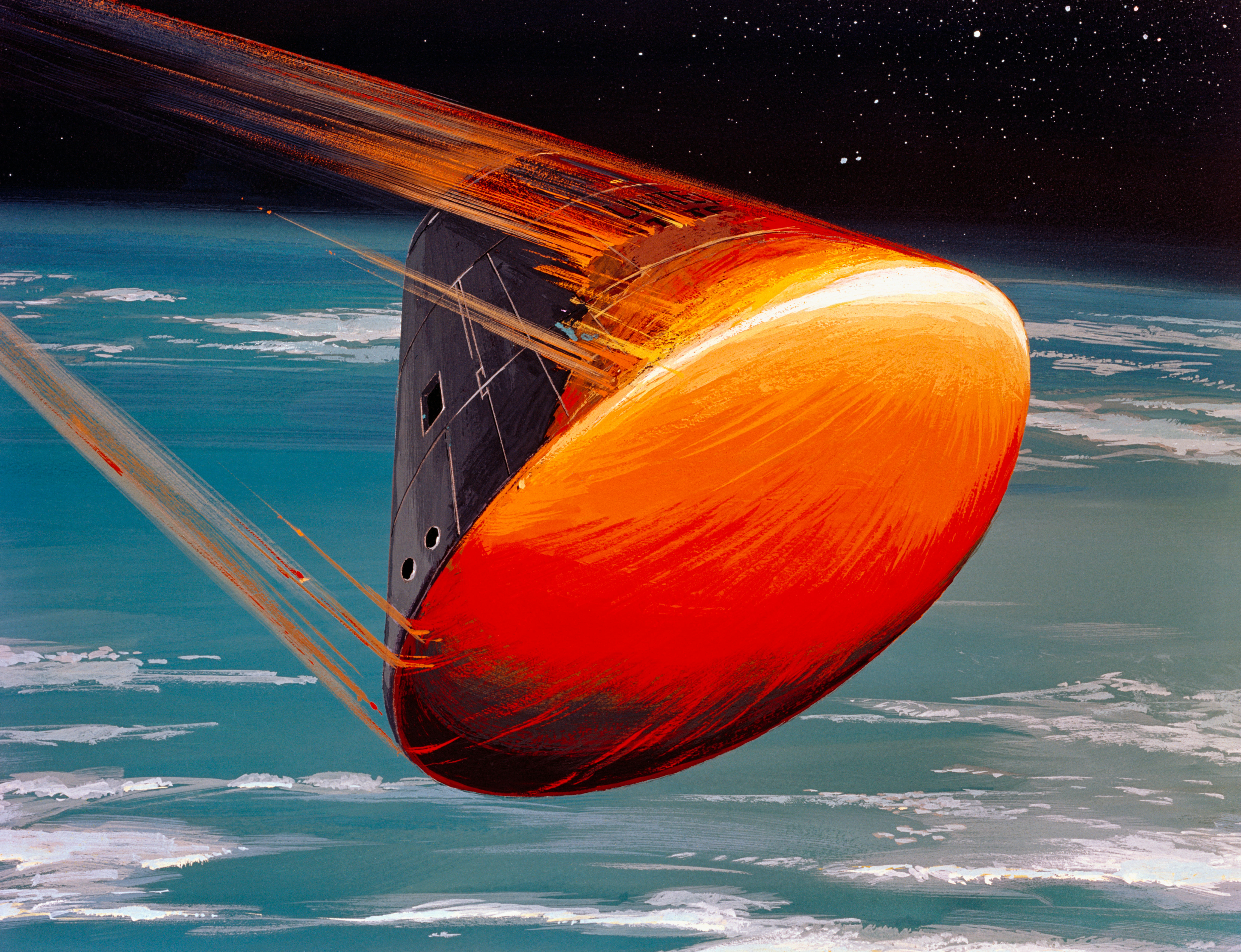
Az Apollo parancsnoki kabin belépése a légkörbe – jól látható a hőpajzs izzása (művészi ábrázolás)

A belépés a légkörbe az űrhajók, űrszondák vagy természetes eredetű tárgyak (meteorok, üstökösök) a világűrből kiindulva a légkörben való haladásának folyamata. Veszélyessége miatt az űrrepülés egyik kritikus fázisa, mivel a folyamat megszakítására nincs mód. Mesterséges tárgyak esetén a fogalom azonos a visszatérés a légkörbe fogalmával (mivel eddig még csak földi eredetű mesterséges tárgyak belépéséről van tudomásunk).
A Föld esetén bármely test keringési pályájának a Kármán-vonal (100 km) alá való süllyedése számít belépésnek a légkörbe. A test ebben a magasságban haladva a levegővel súrlódva fokozatosan lefékeződik és felizzik, és tömegétől függően vagy elég a légkörben vagy a felszínbe csapódik. A sebesség a belépéskor több tíz km/s, vagyis a 20-50 Mach tartományban van, a levegő áramlása hiperszonikus.
A fellépő légellenállás a levegő sűrűségével, a sebesség négyzetével és a test ellenállás-felületével arányos, az ugyanakkor termelődő hő a levegő sűrűségével, a sebesség harmadik hatványával és egy, az alaktól függő tényezővel arányos. A légellenállás és a fejlődő hőmennyiség is 60–90 km magasság között maximális. Emiatt a kisebb meteorok (<10 m) többsége ebben a tartományban elég.
A szócikk elsődleges témája az űrjárművek biztonságos leszállásának folyamata a felszínre, de hasonló folyamaton mennek keresztül a világűrből érkező meteorok, valamint a szándékosan vagy ellenőrizetlenül alacsony pályára kerülő űrszemét, illetve a légkörbe megsemmisülés céljából vezetett, már nem használt űreszközök is.
A légkörbe merülő test nem elsősorban függőlegesen „zuhan”, hanem majdnem vízszintesen, nagy sebességgel halad, nagy mozgási energiával rendelkezik, aminek nagy részét hő formájában adja le. A folyamat során a test magas hőmérsékletre melegszik fel. Űrhajók esetén ez nemkívánatos, ami ellen elsősorban hőpajzs alkalmazásával védekeznek, amit sokszor úgy alakítanak ki, és olyan anyagból készítik, ami a használat során mintegy „elkopik”, és ez a folyamat a keletkezett hőmennyiség nagy részét felemészti.
A kialakuló magas hőmérséklet a légkörben való nagy sebességű haladás során létrejövő ellenállás következménye, de ennek nem csak a levegő súrlódása az oka a járművel szemben. Ahogy a levegő összenyomódik a jármű előtt, lökéshullám képződik. A jármű alakját úgy tervezik meg, hogy ez az erősen forró lökéshullám ne érintkezzen a felületével.
Más égitestek esetén a légkörbe való belépés onnantól kezdődik, amikor az égitest felé közeledő test annak légkörében fékeződni kezd. A helyi gravitációtól és a légkör összetételétől, sűrűségétől függően a belépés a földiétől eltérő magasságban történik.
Légkör megléte esetén az űreszköz körül a súrlódás miatt a légkör ionizálódik, azaz plazma keletkezik, emiatt percekig tartó rádiócsend lép fel, ami alatt az űreszközzel a felszínről elektromágneses hullámokkal (pl. rádió) nem lehet kommunikálni.

## Természetes tárgyak belépése a légkörbe
Természetes tárgyak sorsát több tényező határozza meg: anyagi összetétel, sebesség, tömeg, gravitáció nagysága. Nagy sebesség és kis tömeg esetén a tárgy akár már 100 km magasságban meteorként elég a légkörben és el sem éri a felszínt. Nagyobb tárgyak darabokra szakadnak, felizzanak, egy részük lezuhan, ekkor a földet ért darabok kapcsán meteoritról beszélünk.
A Föld légkörébe érkező tárgy esetén a Földhöz viszonyított sebességnek és iránynak lényeges szerepe van a tárgy mozgási energiája szempontjából. Ha a Föld és a meteor azonos irányban kering a Nap körül, a meteornak kisebb relatív sebessége lesz a Földhöz képest, ezáltal kisebb lesz az energiája is. Retrográd keringés esetén a légkörbe való belépés sebessége nagyobb lesz, mivel a Föld és a meteor sebessége vektorosan összeadódik, így a mozgási energia is jóval nagyobb.
A Naphoz viszonyított sebességeket az alábbi táblázat tartalmazza:
| Égitest   | Sebesség (km/s) | sebesség (km/h)   |
| --------- | --------------- | ----------------- |
| Meteorok  | 10–40           | 36 000 – 144 000  |
| Üstökösök | 40–70           | 144 000 – 252 000 |
| Föld      | 30              | 108 000           |

## A hőpajzs története
A hőpajzs ötlete már Robert Goddard kutató egyik 1920-as írásában is szerepel: „A légkörbe belépő meteorok, melyek sebessége eléri a 170 000 km/h-t, belseje hűvös marad, de felszínük felizzik a légköri súrlódás miatt. Ha itt kemény, de a hőt rosszul vezető réteg van, a test belseje nem melegszik fel.”
A gyakorlati fejlesztés a ballisztikus rakéták egyre nagyobb hatótávolságával és sebességével kezdődött. Már a korai, kis hatótávolságú rakéták esetén is (mint a második világháborús V–2) nemcsak az aerodinamikai stabilitás elérése, hanem a túlságos felmelegedés is komoly problémát okozott (sok V-2 széthullott a légkörbe való visszatéréskor).
A közép-hatótávolságú rakéták, mint az orosz R-5 rakéta (1200 km hatótávolság), kerámia hőpajzzsal rendelkeztek.
Az interkontinentális rakétáknak, amik hatótávolsága már 8000 és 12 000 km között volt, hőpajzzsal kellett rendelkezniük. Az Egyesült Államokban Harry Julian Allen kutató dolgozta ki a lekerekített formájú visszatérő egység elméletét, ami kisebb felmelegedéssel járt, mint az addig alkalmazott áramvonalas alak (aminek hegye többnyire elolvadt).

## A lekerekített formájú alak koncepciója

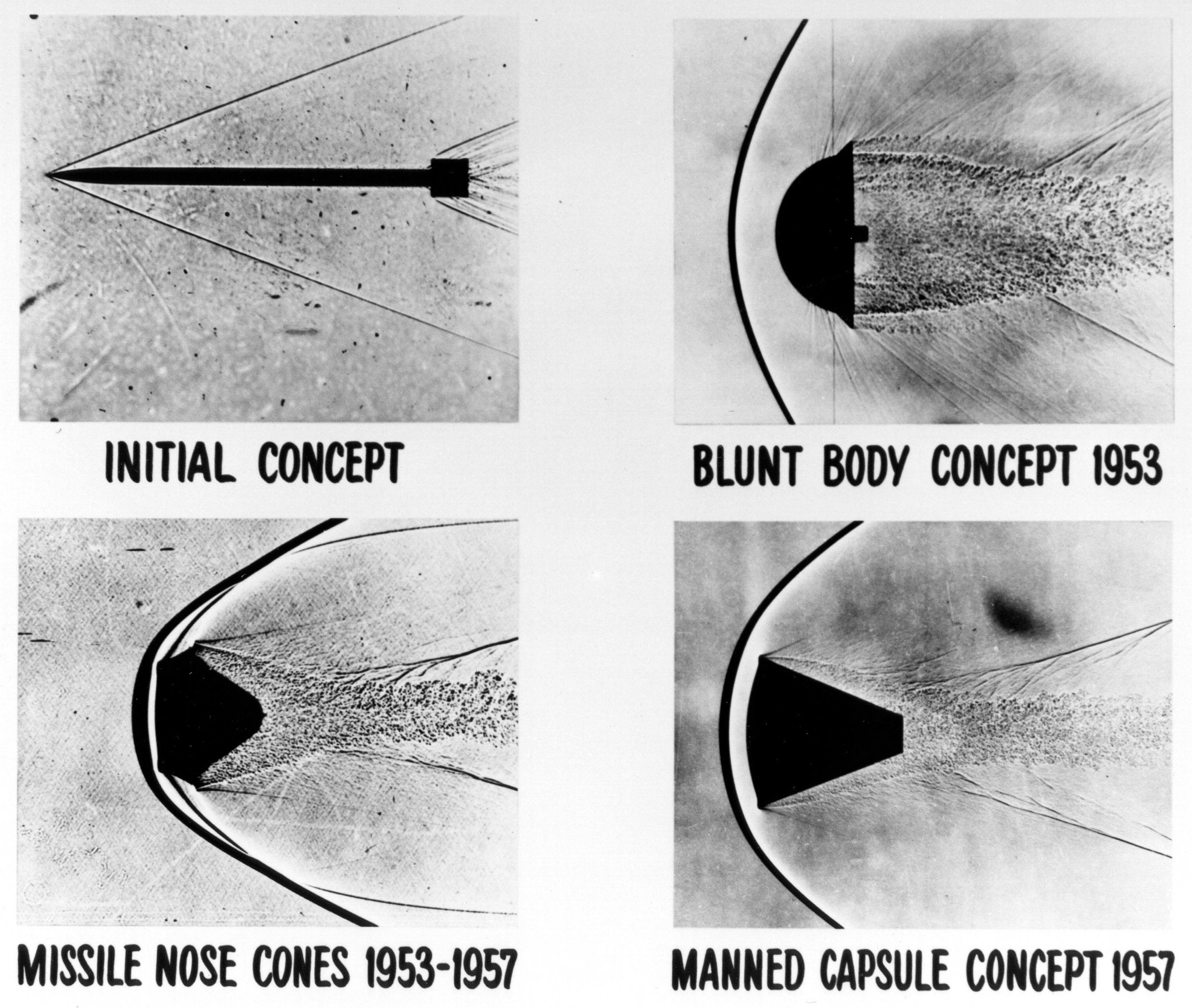
Különböző alakú testek vizsgálata nagy sebességű áramlás mellett (a jobb felső alak a lekerekített forma)

A képen látható négy forma a légkörbe visszatérő egység alakjának korai elképzeléseit tükrözik. A képeken a testek mellett nagy sebességgel áramló gáz megjelenítése látható.
Az Egyesült Államokban Julian Allen és Alfred J. Eggers 1951-ben arra a meglepő következtetésre jutott, hogy a lekerekített formájú visszatérő egység előnyösebb az áramvonalasnál. A lekerekített, tömpe forma nagyobb légköri súrlódással jár, de az így keletkező hőmennyiség a test mellett elhaladó levegőben áramlik el, így a légkörbe belépő test kevésbé melegszik fel.

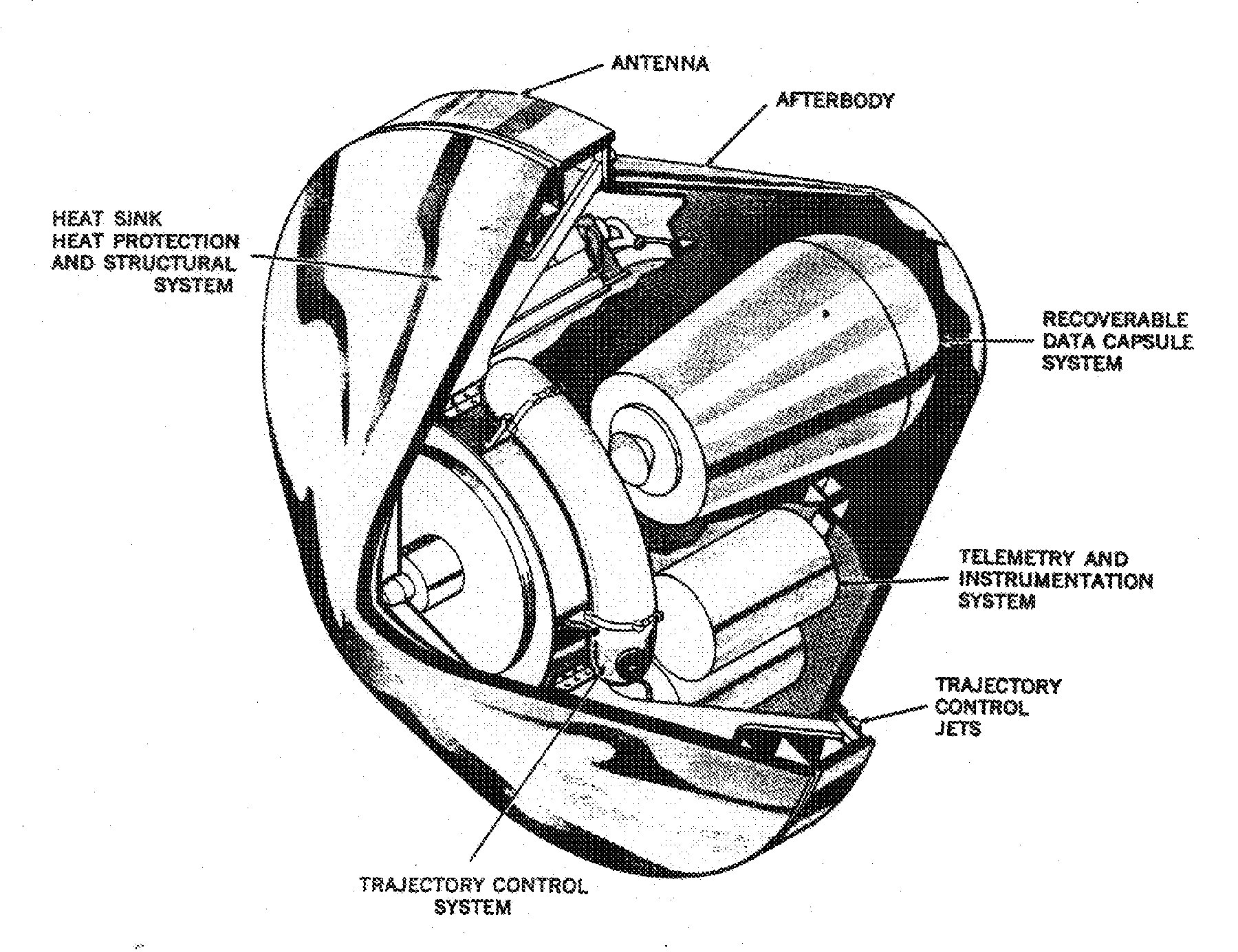
Az Mk-2 visszatérő egység prototípusa a lekerekített formájú visszatérő egység elméletének vizsgálatára

Allen és Eggers felfedezését katonai titokként kezelték, majd 1958-ban publikálták.

## A légkörbe belépő testek formái

### Gömbszerű alak
A legegyszerűbb, tengelyesen szimmetrikus alak a gömb. Az ilyen alakú test belépése a légkörbe egyszerűen modellezhető a newtoni becsapódási elmélet alapján. Hasonlóképpen a hőáramlás pontosan modellezhető a Fay–Riddell egyenlet szerint. A gömbszerű alak statikus stabilitása akkor áll fenn, ha a súlypontja kellően magasan van a belépőélhez viszonyítva (a dinamikus stabilitás - vagyis amikor a test kibillen a statikus egyensúlyból - több problémával jár). A gömbszerű alak általában nem termel felhajtóerőt. Ugyanakkor, ha megfelelő szögben lép be a légkörbe, a gömbszerű alak mérsékelt aerodinamikai felhajtóerőt hoz létre, ami kiszélesíti a belépési folyosót.
Az 1950-es évek végén  és az 1960-as évek elején nagy sebességű számítógépek még nem léteztek és a numerikus áramlástani modellezés („computational fluid dynamics”) még gyerekcipőben járt. Mivel a gömbszerű alak modellezése lehetséges volt, ez vált a konzervatív tervezés alapformájává. Ennek következtében a kezdeti emberes űrhajók formáját is így alakították ki.
Ilyen alakot alkalmaztak a korai szovjet Vosztok-programban és a Voszhod-programban, továbbá a Mars felé küldött űrhajóknál és a Venyera-programban, ami a Vénusz felé küldött űrhajókat jelentette.
Az Apollo parancsnoki/szervizmodul gömbszerű alakot és hőpajzsot használt.
Gömbszerű alakot alkalmaztak a szovjet emberes Szojuz-program és a Zond-program űrhajói, az amerikai Gemini-program és a Mercury-program űrhajói. Ezeknél az űrhajóknál alkalmazott gömbszerű alaknál fellépő csekély felhajtóerő elegendő volt arra, hogy a gyorsulás csúcsértékét 8-9 g-ről 4-5 g-re csökkentse (hasonlóképpen a keletkező hőmennyiséget is).

### Gömb-kúp alak

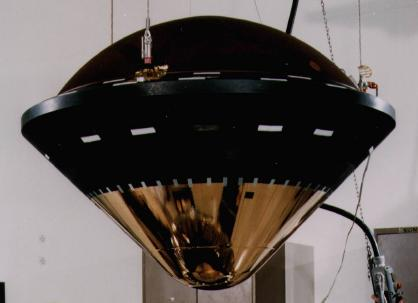
A Galileo műhold a végső összeszerelés előtt (jól látható a gömb-kúp alak)

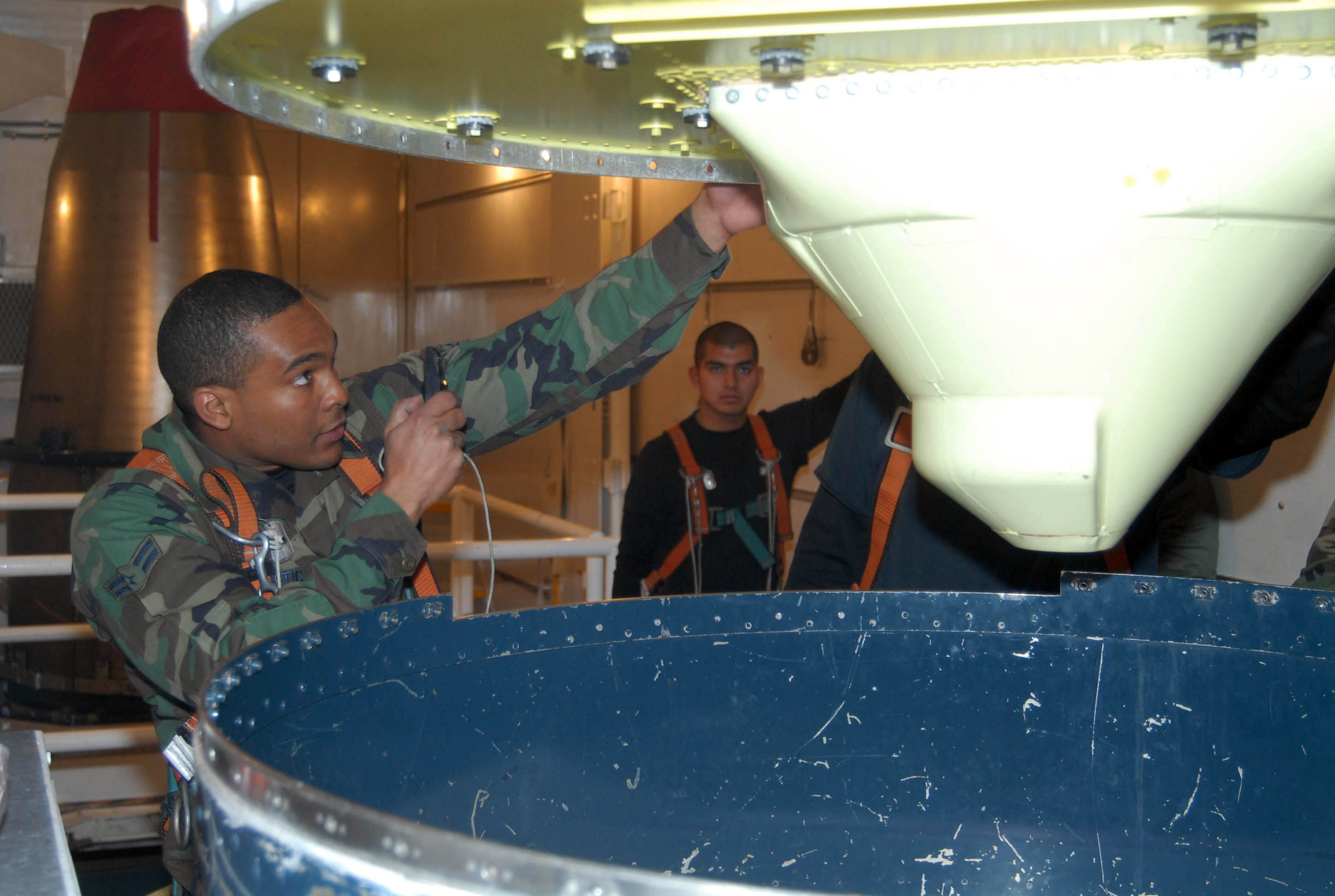
Az amerikai LGM-30 Minuteman interkontinentális rakéta légkörbe visszatérő egysége

A gömb-kúp alak dinamikusan stabilabb, mint a sima gömb.
Az első gömb-kúp alakú űrhajó az amerikai Mk-2 RV volt, amit 1955-ben fejlesztett ki a General Electric vállalat.
Az Mk-2 tervezésekor felhasználták a „lekerekített, tömpe forma” elméletet és hőpajzsot is alkalmaztak. Ennek a rakétának azonban, mint fegyvernek, több hibája volt: túl sokáig tartózkodott a felső atmoszférában és elpárolgott fémrészecskékből álló nyomvonalat húzott maga után, ami radarral jól látható volt. Ezek könnyen sebezhetővé tették a rakétaelhárító rendszerek (ABM - anti-ballistic-missiles) számára. Ezek miatt a General Electric egy alternatív tervet dolgozott ki gömb-kúp alak alkalmazásával. Ez az Mk-6 nevet viselte. Hőpajzsa nem tartalmazott fémet, hanem hőre olvadó műanyagot

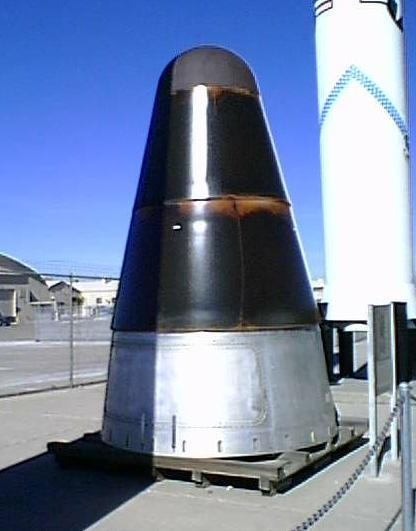
Az Mk-6 RV, akkoriban hidegháborús fegyver, a NASA sok későbbi visszatérőegységének elődje

Ez a hővédelmi rendszer annyira hatásosnak bizonyult, hogy a visszatérő egység tompaságát is csökkenteni lehetett. Tömege azonban nagy volt, 3360 kg, hossza 3,1 m, félszöge 12,5° volt.

### Nem tengelyszimmetrikus alak
Jó példa rá a deltaszárnyas Space Shuttle és a Buran.

## A légkörbe belépő egység tervezési elvei
Négy kritikus paraméter van, amire figyelemmel kell lennie a visszatérő egység tervezőjének:
- Legnagyobb hőáramlás
- Legnagyobb hőterhelés
- Legnagyobb lassulás
- Legnagyobb dinamikus nyomás

A legnagyobb hőáramlás és a legnagyobb dinamikus nyomás meghatározza hővédelmi rendszer anyagát. A legnagyobb hőterhelés meghatározza a hővédelmi rendszer anyagának vastagságát. A legnagyobb lassulás elsősorban az emberes űrrepüléseknél játszik fontos szerepet, értéke nem mehet 10 g fölé.  Ha a leszállás hosszú idejű súlytalanság után következik, a maximális megengedett lassulás legfeljebb 4 g lehet.
A „konzervatív tervezés” két legrosszabb visszatérési pályát feltételez: a túl sekély és a túl meredek pályát. Túl sekély pálya esetén a belépési szög csekély, ami még éppen lehetővé teszi a leszállást. A túl meredek pálya esetén a hőterhelés maximális és ennek elviselése a biztonságos földetérés feltétele.
Egyelőre nem létezik minden alkalomra megfelelő hővédő anyag, mivel nem mindegy, mennyi ideig kell védenie az űreszközt.
A hőpajzs előtt lökéshullám jön létre. A lökéshullám a belépőélhez „tapad”, ha a kúp félszöge egy kritikus érték alatt van. A kritikus félszög értékét meg lehet becsülni számítással az ideális gázelmélet alapján. Főleg nitrogénből álló légkör esetén (ilyen a Föld, de a Titán is) a legnagyobb megengedett félszög közelítőleg 60°. Szén-dioxid légkör esetén (Mars vagy Vénusz) a legnagyobb megengedett félszög közelítőleg 70°. Miután a lökéshullám leválik, az űrjármű körül további hővédő gázrétegek szükségesek a keletkező hő elvezetésére. Az aerodinamikai központ a haladási irány felé tolódik el, ami instabilitást okoz.
A sikertelen szovjet Mars-programban (kevés leszállás sikerült a felszínre) a leszállóegységek félszöge 60° volt, nem pedig a Mars légkörében megfelelő 70°. Így a szondák valószínűleg a számítottnál nagyobb sebességgel közelítették meg a felszínt és nem tudtak kellően lelassulni. A program idején, az 1960-as évek elején még helytelenül úgy gondolták, hogy a Mars légköre nagyrészt nitrogénből áll (valójában a Mars légköre mindössze 2,7% nitrogént tartalmaz).
Használatos a 45°Félszöggel rendelkező gömb-kúp alak azoknál a szondáknál, amiknek nem kell a felszínre leszállniuk. Az ilyen alak esetén a hővédő pajzs tömege általában kisebb, aerodinamikai stabilitása jobb a tompább alakúnál. A pajzs általában rövidebb ideig védi a szondát, majd a hővédő pajzsot leválasztják és ha szükséges, a szondát más eszközökkel lassítják (fékernyő vagy fékezőrakéta). Ezt a módszert alkalmazták az amerikai Pioneer Vénusz-szondák esetén.

## Belépési folyosó

Belépési folyosó ábrázolása az amerikai űrsikló esetén – a légkör mérete erősen túlozva (a fokok a bolygó felszínéhez húzott érintőhöz képest vannak meghatározva)
A) Erős fékeződés a légkörbe való belépés kezdetén
B) Légköri repülés
C) Visszapattanás a világűrbe túl kicsi belépési szög esetén
D) Merőleges a belépési pontra
E) A függőlegeshez viszonyított szög
F) Visszapattanás a világűrbe 5,5° vagy kisebb belépési szög esetén
G) Túlhevülés és robbanás a túl nagy légköri súrlódás miatt
H) Érintő a belépési ponthoz

A belépési folyosó egy légkörrel rendelkező bolygón való leszálláskor egy űreszköz leszálló pályájának paraméterei, illetve ezek megengedett szélsőértékei által kijelölt térbeli tartomány, amelyen belül a leszállás sikeresen végrehajtható.
Föld körüli pályáról való leszállásnál a belépési folyosóból való kilépés esetén az űrhajó vagy elég a légkörben fellépő súrlódás miatt, vagy „visszapattan” a világűrbe. A belépési folyosó pontos határait az űreszköz lefékezésének és a légkörbe való „befogásának” az előírásai, a hővédő pajzs és hőszigetelés adatai, valamint az űreszköz és az űrhajósok fizikai teherbírási adatai szabják meg. A belépési folyosónál a belépési szög tűrése általában kb. +- 0,5-1,5 fok nagyságú (az űreszköz tömegétől és sebességétől függ). Ami elég kis érték.
Légkör nélküli bolygón a belépési folyosót csak a leszálláshoz rendelkezésre álló üzemanyag mennyisége, valamint az űrhajó és az űrhajósok teherbírása szabja meg.

## Nevezetes balesetek a légkörbe való belépéskor

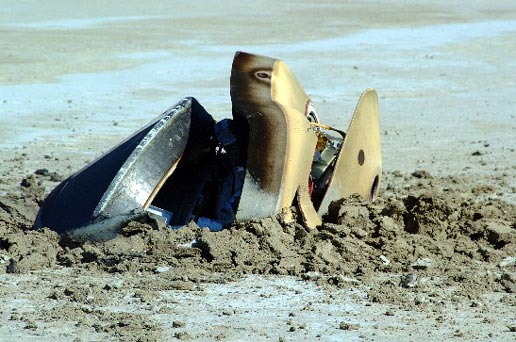
A Genesis űrszonda a becsapódás után

- Friendship 7 – A műszerek azt mutatták, hogy a hőpajzs és a leszállóegység kapcsolódása megszűnt. El kellett dönteni, hogy a fékezőrakéták a helyükön maradjanak-e. Az egyedüli űrhajós, John Glenn életben maradt. A későbbiek során kiderült, hogy a műszerek hibásak voltak.
- Voszhod–2 – A szervizmodul nem vált le időben, de a legénység életben maradt.
- Szojuz–1 – A helyzetbeállító egység már az orbitális pályán meghibásodott, ezért vészhelyzeti leszállást kellett végrehajtani. A légkörbe ereszkedéskor a fékező ejtőernyő összegabalyodott. Az egyedüli űrhajós, Vlagyimir Mihajlovics Komarov meghalt a becsapódáskor.
- Szojuz–5 – A szervizmodul nem vált le, de a legénység életben maradt.
- Szojuz–11 – Hibás működés következtében a kabinban megszűnt a légnyomás, a három űrhajós életét vesztette.
- Mars Polar Lander – Feltehetően szoftverhiba miatt becsapódott a Mars felszínébe.
- Columbia-katasztrófa – A hővédő pajzs egyik alkotóeleme a szárny belépő élén túlhevülést eredményezett hiperszonikus sebesség mellett. Az űrsikló felrobbant, a hét űrhajós életét vesztette.
- Genesis űrszonda – Az ejtőernyő nem nyílt ki egy fordítva beszerelt gyorsulásérzékelő kapcsoló miatt, a Genesis visszatérő egysége a sivatagos talajba csapódott. A rakomány megsérült, de a tudományos adatok többsége használható maradt.

## Ellenőrizetlen visszatérések a légkörbe
Ellenőrizetlen visszatérésről beszélünk akkor, ha a földi irányítók nem tudják befolyásolni a légkörbe belépő űreszköz pályáját, és az így ellenőrizetlen helyen és időben érkezik a felszínre.
Az irányítás nélkül lezuhanó, használaton kívüli műholdak tömegének 10-40%-a eléri a felszínt. Mivel a Föld felszínének nagy részét víz borítja, így a megmaradó űreszköz többnyire valamelyik óceánba zuhan.
(számtalan ellenőrizetlen visszatérés történik, itt csak néhány nevezetes esetet sorolunk fel)
- 1978-ban a szovjet Koszmosz–954 darabjai Kanada területén zuhantak le, a Nagy-Rabszolga-tó közelében. Mivel a műhold nukleáris energiaforrást használt, a maradék roncsdarabok radioaktívak voltak.[11]
- 1979-ben az amerikai Skylab űrállomás ellenőrizetlenül belépett a légkörbe, darabjai Ausztrália lakatlan területein értek földet, de több épület megrongálódott. Az ausztráliai Esperance település bírságot szabott ki az Egyesült Államokra környezetszennyezés miatt, amit az amerikaiak csak 30 évvel később fizettek ki (a pénzt adományokból gyűjtötték össze).[12]
- 2018. április 2-án a Tienkung–1 kínai űrállomás visszatért a Föld légkörébe és részben elégett, a megmaradt darabok a Csendes-óceánba csapódtak.[13]

## Ellenőrzött visszatérések a légkörbe
Ellenőrzött visszatérésről akkor beszélhetünk, ha az adott űreszköz a földi irányítók által ellenőrzött pályán tér vissza a légkörbe és végső soron a földre.
- 1971-ben az első űrállomás, a szovjet Szaljut–1 ellenőrzött körülmények között a Csendes-óceánba zuhant. Később a Szaljut–6 és Szaljut–7 is hasonló sorsra jutott.
- 2000. június 4-én a Compton űrtávcső szándékosan a légkörbe lett irányítva, miután az egyik giroszkópja tönkrement. Az el nem égett roncsok a Csendes-óceánba zuhantak. Bár az űrtávcső ekkor még működőképes volt, még egy giroszkóp meghibásodása nehezebbé és veszélyesebbé tette volna a légkörbe való visszatérést.
- 2001-ben az orosz Mir űrállomás szándékosan belépett a légkörbe a Fidzsi-szigetek körzetében, darabjaira hullott, és a déli Csendes-óceánba zuhant.
- 2008. február 21-én egy használaton kívüli amerikai kémműholdat, az USA–193-at sikeresen eltalálta 246 km-es magasságban egy SM–3 rakéta, amit az amerikai tengerészet indított a USS Lake Eire (CG–70) cirkáló fedélzetéről. A műhold annak idején nem érte el a tervezett magasságot 2006-os felbocsájtása után. Mivel magassága rohamosan csökkent, ellenőrizetlenül tért volna vissza a légkörbe egy hónapon belül. Az amerikai védelmi minisztérium korábban aggodalmának adott hangot, hogy a mérgező anyagot, hidrazint tartalmazó üzemanyag-tartályok nem semmisülnének meg a légkörben.[14]
- 2011. szeptember 7-én a NASA bejelentette, hogy a felső légkört vizsgáló egyik műhold vissza fog térni a légkörbe.[15] A darabjaira hulló műhold 2011. szeptember 24-én lépett be a légkörbe, és néhány darabja a feltételezések szerint a déli Csendes-óceánba zuhant.[16]

## Sikeres visszatérések orbitális pályáról
Emberes küldetések országok szerint
- CHN - Sencsou-program
- RUS - Vosztok-program, Voszhod-program, Szojuz-program, Buran
- USA - Mercury-program, Gemini-program, Apollo-program, Űrsikló

Emberes küldetések, kereskedelmi vállalkozások szerint
- Mostanáig nincs ilyen

Ember nélküli küldetések országok szerint
- CHN
- Európai Űrügynökség
- IND
- JPN
- RUS
- USA

Ember nélküli küldetések, kereskedelmi vállalkozások szerint
- SpaceX - Dragon űrhajó

## Szakirodalom
- Martin, John J.. Atmospheric Entry - An Introduction to Its Science and Engineering. Old Tappan, NJ: Prentice-Hall (1966)
- Regan, Frank J.. Re-Entry Vehicle Dynamics (AIAA Education Series). New York: American Institute of Aeronautics and Astronautics, Inc. (1984). ISBN 0-915928-78-7
- Etkin, Bernard. Dynamics of Atmospheric Flight. New York: John Wiley & Sons, Inc. (1972). ISBN 0-471-24620-4
- Vincenti, Walter G., Kruger, Jr., Charles H.. Introduction to Physical Gas Dynamics. Malabar, Florida: Robert E.Krieger Publishing Co. (1986). ISBN 0-88275-309-6
- Hansen, C. Frederick. Molecular Physics of Equilibrium Gases, A Handbook for Engineers. NASA. NASA SP-3096 (1976)
- Hayes, Wallace D., Probstein, Ronald F.. Hypersonic Flow Theory. New York and London: Academic Press (1959)  A revised version of this classic text has been reissued as an inexpensive paperback: Hayes, Wallace D.. Hypersonic Inviscid Flow. Mineola, New York: Dover Publications (1966, reissued in 2004). ISBN 0-486-43281-5
- Anderson, Jr., John D.. Hypersonic and High Temperature Gas Dynamics. New York: McGraw-Hill, Inc. (1989). ISBN 0-07-001671-2
- Lawden. D. F.: Optimal Trajectories for Space Navigation, Butterworth, London, 1963
- King-Hele, D. G.: Satellite orbits in an atmosphere: theory and applications, Blackie, London, 1987
- Gallais, P.: Atmospheric re-entry vehicle mechanics, Springer-Verlag, Berlin Heidelburg, 2007
- Vinh, N.X.: Optimal Trajectories in Atmospheric Flight, Elsevier, New York, 1981
- Allen, H.J. és Eggers, A.J.: A Study of the Motion and Aerodynamic Heating of Missiles Entering the Earth’s Atmosphere at High Supersonic Speeds, NACA TR 1381. 1958